# Pont central (Dnipro)
Le Pont central (ukrainien : Центральний міст) est un pont routier sur le Dniepr reliant le centre de la ville de Dnipro (Ukraine) à la partie rive gauche de la ville (la rue Kotsiubynsky et l'avenue Slobozhansky). Ouvert le 5 novembre 1966 sous le nom de « 50e anniversaire du Grand Octobre », sa longueur est de 1 478 m, et sa largeur de 21 m. Ce pont a longtemps été le plus long en Ukraine.